# Tina Harris
Tina Harris (Maryland, 23 aprile 1975) è una cantante statunitense. È la prima solista del gruppo Sweetbox, divenuta famosa grazie al singolo Everythings Gonna Be Alright.

## Carriera
Il singolo Everythings Gonna Be Alright, alla cui base vi è l'aria sulla quarta corda di Johann Sebastian Bach, divenne molto popolare e arrivò in cima alla Top 10 in Inghilterra, Irlanda, Svezia, Austria, Svizzera, Belgio, Norvegia, Finlandia, Spagna, Colombia, Israele, Italia e Francia. In Germania è arrivato al 12# posto. In Giappone l'album riceve 2 premi di platino e 3 d'oro e gli Sweetbox vincono 2 Japan Grammies nelle categorie "Miglior artista internazionale" e "Migliore canzone dell'anno". Il singolo rimane per 8 settimane nella Top-10 di 150 radio di 40 paesi diversi, inoltre l'album è stato venduto in 47 paesi per un totale di 3 milioni di copie. Successivamente Tina lascia gli Sweetbox, e nel 2003 pubblica il suo primo album da solista: Love Makes The World Go Round.